# Schub
Der Schub beziehungsweise die Schubkraft ist die von einem Strahltriebwerk oder Raketentriebwerk erzeugte Antriebskraft. Wenn ein System Masse in eine Richtung ausstößt oder beschleunigt, übt die beschleunigte Masse eine Kraft gleicher Größe aber entgegengesetzter Richtung auf das System aus. Bei Flugkörpern überwindet der Schub den Luftwiderstand und die Erdanziehungskraft, erzeugt den Vortrieb und bewirkt die Beschleunigung. Insbesondere dient Schub als Kenngröße für die Leistungsfähigkeit von Strahltriebwerken und Raketentriebwerken.
Die Einheit des Schubs ist – wie bei Kräften allgemein – das Newton (N) mit dem Formelzeichen F. Teilweise wird auch noch die veraltete Einheit Kilopond (kp) benutzt. Speziell im englischsprachigen Raum findet sich häufig die Einheit lbs bzw. lbf als Abkürzung für pounds oder pounds force (deutsch Pfund bzw. Pfund-Kraftwirkung).

## Grundlagen
Bei Strahlantrieben ist der Schub die bevorzugte Kenngröße, da bei reinen Strahltriebwerken keine direkte Leistungsmessung an einer Antriebswelle möglich ist. Bei Kolbenmotortriebwerken und Propellerturbinen ist dagegen die Leistungsangabe in Kilowatt üblich. Die relevante Antriebskraft, die von einem mit Kolbenmotor oder Turbine angetriebenen Propeller ausgeht, ist allerdings der erzeugte Schub.
Ein PW4062 Triebwerk einer Boeing 747-400 erzeugt einen Maximalschub von ca. 62.100 lbf bzw. 276 kN während des Starts. Um diese Schubkraft zu erreichen, werden drei Liter Kerosin pro Sekunde verbrannt. Der Nachweis, dass ein Triebwerk diesen Schub auch tatsächlich erzeugt, wird nach Produktion oder Reparatur auf einem Teststand demonstriert und zertifiziert.
Ein Senkrechtstarter kann nur dann senkrecht abheben, wenn die Schubkraft größer ist als die Gewichtskraft des Flugzeugs, siehe auch Schub-Gewicht-Verhältnis. Bei einem 17 Tonnen schweren Hawker Siddeley Harrier z. B. reichen die 200 kN aus seinem Triebwerk aus, um ihn vertikal zu beschleunigen. Bei Starrflügelflugzeugen muss der Schub nur einen Bruchteil des Eigengewichts betragen, da der Flügel den anderen Teil des Eigengewichtes „trägt“. Dieser Bruchteil wird charakterisiert durch die Gleitzahl.
Werte für Raketen liegen um 40.000 kN. Für die ehemalige sowjetische N1 wurde 43.000 kN und die amerikanische Saturn V 33.737,5  kN erzielt. Das Space Shuttle erreichte 30.000 kN und die Delta IV Heavy 8.800 kN.

## Physikalische Grundlagen
Die Schubkraft wird quantitativ durch das zweite und dritte Newtonsche Gesetz beschrieben. 

### Schub am Strahltriebwerk
Der Schub entsteht dadurch, dass die durchgesetzte Luftmasse beschleunigt wird. Hierzu muss der Luft kinetische Energie zugeführt werden. Wenn der Druckverlust, der durch die Schubdüse entsteht, vernachlässigt werden kann, nennt man die Düse angepasst.
Für den Nettoschub eines Triebwerkes gilt nach dem Impulserhaltungssatz:
{\displaystyle F_{\mathrm {N} }={\dot {m}}_{\mathrm {raus} }\cdot v_{\mathrm {raus} }-{\dot {m}}_{\mathrm {rein} }\cdot v_{\mathrm {rein} }}
mit
{\displaystyle F_{\mathrm {N} }}: Schubkraft (Force)
{\displaystyle {\dot {m}}_{\mathrm {raus} }}: Massenstrom der ausgestoßenen Luft
{\displaystyle {\dot {m}}_{\mathrm {rein} }}: Massenstrom der angesaugten Luft
{\displaystyle v_{\mathrm {raus} }}: Geschwindigkeit der ausgestoßenen Luft (velocity)
{\displaystyle v_{\mathrm {rein} }}: Geschwindigkeit der angesaugten Luft
Da sich durch die Verbrennung des Treibstoffs und die damit verbundene Temperaturerhöhung das Gas ausdehnt und das vergrößerte Volumen durch den verengten Querschnitt der Düse austreten muss, erhöht sich die Geschwindigkeit c des Luftstroms (Genaueres siehe: Strahltriebwerk). Bei Propellermaschinen erfolgt die Luftstrombeschleunigung durch einen angetriebenen Propeller.
Da die Triebwerksgondel einen Luftwiderstand D erzeugt (der Luftwiderstand des Flugzeugs kann vernachlässigt werden), muss dieser vom Nettoschub abgezogen werden. Das bedeutet, dass zwei Flugzeuge unterschiedlichen Schub haben können, obwohl sie mit den gleichen Triebwerken ausgestattet sind (z. B. A350 und Boeing 787). Es gilt also
{\displaystyle F=F_{\mathrm {N} }-D}
Da Luft aber dünner wird, je höher man fliegt, nimmt auch der Massenstrom mit zunehmender Höhe ab. Man definiert also einen Triebwerksschub bei ISA-Bedingungen und sagt dann
{\displaystyle F=F_{\mathrm {ISA} }\cdot \left({\frac {\rho }{\rho _{\mathrm {ISA} }}}\right)^{0{,}85}}
wobei die Luftdichte (ρ – rho) beispielsweise durch die barometrische Höhenformel abgeschätzt werden kann.

### Schub am Raketentriebwerk

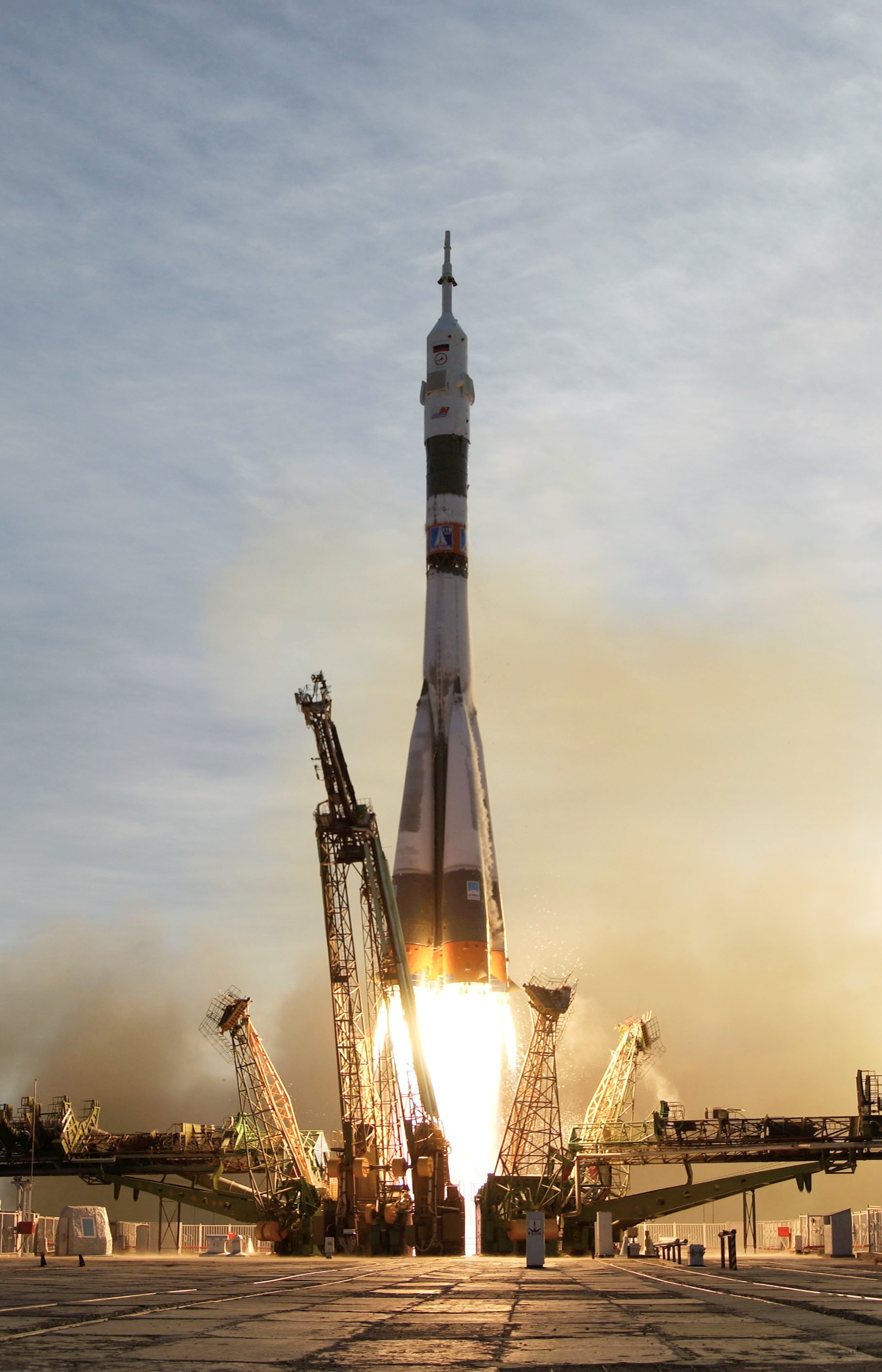
Start einer Sojus-Rakete

Beim Antrieb einer Rakete ist insbesondere die Geschwindigkeit wichtig, wenn der Treibstoff aufgebraucht ist.
Für die Schubkraft gilt (nach dem Impulssatz {\displaystyle {\vec {F}}={\frac {\Delta {\vec {p}}}{\Delta t}}}):
{\displaystyle F={\frac {\Delta m}{\Delta t}}\cdot v_{s}}
bzw. als infinitesimaler Differentialquotient:
{\displaystyle F={\frac {dm}{dt}}\cdot v_{s}=q_{m}\cdot v_{s}}
mit
F: Vortriebskraft
Δt: Brenndauer des Triebwerks
Δm: Masseverlust der Rakete durch Abgang des verbrannten Treibstoffs
qm: Massenstrom
vs: Ausströmgeschwindigkeit
Anmerkung: Dies ist einer der seltenen Fälle der elementaren Mechanik, in denen die Masse keine Konstante ist. In diesem Fall lässt sich auch einfach die Leistung des Raketentriebwerkes zu {\displaystyle P=F\cdot v_{s}} angeben! Die effektive Ausströmgeschwindigkeit wird auch als (massen-)spezifischer Impuls des Raketentriebwerkes bezeichnet.
Falls der Vortrieb {\displaystyle F={\text{const.}}} (nicht immer gegeben, siehe z. B. Schubkraftverlauf bei Feststoffraketen), folgt für die Endgeschwindigkeit {\displaystyle v_{t}} mit {\displaystyle v_{0}=0} und Berücksichtigung der Raketenleermasse {\displaystyle m_{\mathrm {R} }} und der Treibstoffmasse {\displaystyle m_{\mathrm {T} }}:
{\displaystyle v_{t}=v_{\mathrm {s} }\cdot \ln {\frac {m_{\mathrm {R} }+m_{\mathrm {T} }}{m_{\mathrm {R} }}}} (Raketengrundgleichung)
Die Endgeschwindigkeit wächst mit der Ausstoßgeschwindigkeit (typischer Wert ist 4500 m/s) und dem Verhältnis von Anfangs- zu Endmasse (typischerweise 30:1 bis 100:1). Korrekturen für den Luftwiderstand sind analog dem Fall des Strahltriebwerks zu berücksichtigen.
Ein wichtiger Einsatzfall für Raketenantriebe ist die Überwindung der Erdbeschleunigung. Dazu muss die Rakete die Fluchtgeschwindigkeit {\displaystyle v_{\mathrm {e} }\approx 11200\,\mathrm {m/s} } (e für escape) erreichen.
Bei einer Trägerrakete etwa ist die Endmasse mit der Nutzlast annähernd identisch, nur diese erreicht die Zielhöhe (mit der Nutzlastverkleidung):
Ariane 5G: Startmasse ≈750 t, Nutzlast ≈20 t LEO, 7 t GTO, Startschub ≈12.000 kN, Maximalschub ≈14.400 kN

## Schub und Leistung
Schub ist eine Kraft. Die Nutzleistung ergibt sich über die Multiplikation mit der Fortbewegungsgeschwindigkeit:
{\displaystyle P=F\cdot v}
mit
{\displaystyle P}: Leistung
{\displaystyle F}: Schubkraft
{\displaystyle v}: Geschwindigkeit
Ein laufendes Strahltriebwerk an einem stehenden Flugzeug (z. B. während des Wartens auf die Startfreigabe) bewegt sich nicht, seine Nutzleistung und damit sein Wirkungsgrad ist null. Trotzdem ist für jeglichen Schub immer eine Leistung erforderlich. Dieser ergibt sich über die den Luftmassen zugeführte Energie pro Zeitspanne, wenn von ruhenden Anfangsluftmassen ausgegangen wird.
{\displaystyle P={\frac {\dot {m}}{2}}\cdot v^{2}}
Da die Geschwindigkeit nur linear in die Schubkraft eingeht, kann bei einem größeren Triebwerksquerschnitt und somit größeren Luftmassen mit weniger Leistung mehr Schub erzeugt werden. Dieses erklärt auch den Trend zu Triebwerken mit immer größeren Bypassverhältnissen und größeren Rotoren.
Die Leistung {\displaystyle P} ergibt sich als das Produkt von Kraft {\displaystyle F} und Fortbewegungsgeschwindigkeit {\displaystyle v}; sie ist also definiert als die Vervielfältigung von Kraft mit Geschwindigkeit:
{\displaystyle P=F\cdot v}
Der Faktor {\displaystyle v}, also etwa die Fortbewegungsgeschwindigkeit eines Aggregats, das Leistung erbringt, ist keineswegs konstant. Nur wenn eine Geschwindigkeit {\displaystyle v>0} gegeben ist, kann Schub, also Kraft, multipliziert mit Geschwindigkeit eine Leistung (größer 0) ergeben.
Beispiel 1
Bei einer Reisegeschwindigkeit von 900 km/h (= 250 m/s) arbeiten die Triebwerke eines Verkehrsflugzeugs mit etwa 80 % des Maximalschubs, der bei einer Boeing 737 in der Größenordnung von 122 kN pro Triebwerk liegt. Dann liefert ein Triebwerk eine Leistung von etwa
{\displaystyle P=(250\ \mathrm {m/s} \cdot 122\ \mathrm {kN} \cdot 0{,}8)\approx 24\ \mathrm {MW} }
Umgerechnet sind das etwa 33.000 PS.
Beispiel 2
Der Eurofighter Typhoon bringt unter vollem Einsatz der Nachbrenner beider Triebwerke etwa 180 kN Schub. Um die Höchstgeschwindigkeit von etwa Mach 2 (etwa 2.300 km/h ≈ 639 m/s) zu erreichen, ist Vollschub erforderlich. Dann liefern die Triebwerke eine Leistung von etwa
{\displaystyle P=(639\ \mathrm {m/s} \cdot 180\ \mathrm {kN} )\approx 115\ \mathrm {MW} }
Dies entspricht ungefähr der Leistung von 156.000 PS.